# Kościół św. Michała Archanioła w Trzebawiu
Kościół św. Michała Archanioła w Trzebawiu – katolicki kościół filialny zlokalizowany we wsi Trzebawie w gminie Węgorzyno, w powiecie łobeskim (województwo zachodniopomorskie). Należy do parafii św. Tomasza Apostoła w Runowie.

## Historia i architektura
Kościół został wzniesiony w 2. połowie XVIII wieku z fundacji rodziny Wedlów, do której należała wieś Trzebawie. Murowany w technice ryglowej, jest prostokątną budowlą zakończoną od wschodu pięciobocznym prezbiterium. Od strony zachodniej do kościoła przylega wieża, nakryta hełmem. Portal wejściowy ma kształt prostokątny, okna natomiast zamknięte są łukiem odcinkowym.
Wnętrze świątyni nakrywa belkowany strop. Nad wejściem do kościoła znajduje się drewniana empora, wsparta na dwóch słupach, z XIX-wiecznym prospektem organowym. W bezstylowym ołtarzu umieszczony jest obraz przedstawiający św. Michała Archanioła.
Po II wojnie światowej kościół został konsekrowany jako świątynia katolicka w 1945 roku.